# Трендафил Загорски
Трендафил Загорски (на гръцки: Τριαντάφυλλος από τη Ζαγορά) е гръцки православен светец от XVII век, родом от градчето Загора в западната част на Пелион.

## Биография
Свети Трендафил е роден през 1662/63 година в Загора Пелионска, подчинена на епископа на Димитриада. Според преданието живеел в енорията „Света Параскева“, отличавал се с голямо благочестие и проявявал голямо усърдие в християнската вяра. Като моряк, намирайки се в Константинопол, влязъл във верска разпра с мюсюлмани. Последните набедили Трендафил пред Кара Мустафа паша, че заявил пред тях, че ще приеме исляма. Трендафил категорично отрекъл да е давал такова обещание, но след фалшиви свидетелства, че е вече е обещал това, се видял принуден да се отрече от християнската си вяра. Подложен на мъчения и оставайки твърд във вярата си, на 8 август 1680 година Трендафил е посечен публично за назидание на Хиподрума в Цариград. Тленните му останки са погребани в Шашли.
В български източници Трендафил Загорски е определян като български светец поради неправилна идентификация на родното му място Загора като град Стара Загора.